# Pierre-Marie-Jean Cousin de Courchamps
Cousen de Courchamps
Œuvres principales
Néo-physiologie du gout, Mémoires de la Marquise de Créquy
Pierre-Marie-Jean Cousin de Courchamps (1783-1849) dit Maurice Cousin comte de Courchamps est un écrivain français. Il était un nostalgique de l'Ancien Régime, généalogiste, amateur d'histoire et de gastronomie. Il est l'auteur d'une Néo-physiologie du gout par ordre alphabétique, ou Dictionnaire général de la cuisine française ancienne et moderne et des Mémoires de la Marquise de Créquy (1839) apocryphes qui connurent le succès.

## Pseudonymes, Identité
Dans le Journal officiel Liste générale des pensionnaires de l'ancienne liste civile (1833) son nom est orthographié Jean-Marie Cousen de Courchamps, homme de lettres. 
La notice de la BnF donne les noms de plume Pierre-Marie-Jean Cousin de Courchamps (1783-1849), Maurice de Courchamps (1783-1849), Comte de Courchamps (1783-1849), Maurice Cousin Courchamps (comte de, 1783-1849), Pierre-Marie-Jean Cousin (1783-1849), Maurice Cousin (1783-1849). 
Paul Robert écrit (1896) «Ces Mémoires sont attribués par l'auteur des Supercheries littéraires, à un prétendu comte Cousin de Courchamps, dont le véritable nom était Causen (de Saint-Malo)» . Le Larousse Universel (1866) parle d'un comte de Chorchams ou de Courchamps, qui, de son vrai nom, s'appelait Cousen. Le Bulletin de la Société archéologique d'Ille-et-Vilaine (1928) parle de «Causin, qui se faisait appeler le comte de Courval, connu aussi sous le nom de Cousen de Courchamps». En 1828, il se présentait comme Marius Cousin O'Rourke de Courchamps. Alexandre Mouttet (1876) dans sa bibliographie prétend qu'«Il n'était ni comte, ni de Courchamps. Né à Saint-Servan, près de Saint-Malo. Son véritable nom était Cousen. Très-jeune, il avait été domestique [ ] il voyagea, contracta l'habitude de se travestir en femme, prit ou vola de vieux papiers de famille, et, un beau jour, sous la Restauration, on eut un comte de plus». 
Pourtant ces identités ne sont pas imaginaires, en atteste une généalogie malouine. Jacques Malachie O'Rourke (1620-1645) avait épousé en 1644 Bonne de Cousen de Courchamps fille unique de Pierre Etienne de Cousen, chevalier, seigneur et baron de Courchamps et de Marguerite Louise de Créquy qui avait obtenu des lettres patentes royales (1644) lui permettant de porter les armes et le nom de Cousen. Alfred Marquiset donne son acte de naissance «Pierre-Marie-Jean Cousin, fils légitime du sieur Pierre-Charles Cousin de Courchamps [dit Marius de Courchamps], et de Dame Françoise-Yvonne Boulay, né le 25 avril 1783, a été baptisé le même jour par moi soussigné. Parrain : le sieur Jean Chatenet; marraine : Dame Marie-Guillemette Cousin, tante de l'enfant; le père présent qui signe».

## Biographie
Naissance à Saint Servan-sur-Mer le 25 avril 1783, décès à Paris Institution Sainte-Périne le 30 décembre 1849.  
On doit sa biographie à Alfred Marquiset dans Romieu et Courchamps (1913). Courchamps aurait eu une mémoire étonnante et recherchait les titres nobiliaires (il a obtenu le 28 octobre 1829 le grade de chevalier de la Légion d'honneur, pour services exceptionnels), il était bourboniste, rédacteur au Conservateur (1818-1820) qui soutenait la religion, le roi, la liberté, la Charte et les honnêtes gens... Son côté réactionnaire avec une nostalgie de l'ancien régime  («quand il parlait. on croyait entendre tout le XVIIIe siècle orné de ses palsambleu !») se doublait d'affabulations et aussi d'une fine fourchette passionné de gastronomie et de cuisine. Il était enfin journaliste, c'est dans l'Europe littéraire que les Mémoire de la Marquise de Créquy paraissent en feuilleton (1833). La parution en plusieurs volumes successifs est un succès mais rapidement ils sont identifiés comme un faux construit sur une foule d'anecdotes et de détails qu'il avait appris dans la fréquentation de l'ancienne aristocratie. 
Il aurait lu à la bibliothèque des Néothermes où il trouvait refuge L'histoire de la Princesse de Monte Salerno, de L'histoire de Lopez Suarez du Comte Potocki (d) plusieurs fois plagié. Il les publie à son tour sous les titres de Le Val funeste et L'histoire de Don Benito d'Almunevar dans Le National (1841). Son plagiat démasqué entraine des poursuites judiciaires et la condamnation de Courchamps.

## Publications

### Souvenirs de la Marquise de Créquy, 1710 à 1800.
Paris. Fournier jeune, 7 vol. 1834-1835, nombreuses réed. 1840, 1842, 1855, 1865, 1867, 1873, 1892. Recollections of the eighteenth century from 1710 to 1800. Translated from the French of the marchioness de Créquy. London : Longman, 1834. Traduction des souvenirs de la Marquise de Créquy par le Conte de Courchamps, Denkwürdigkeiten einer Aristokratin, Kollmann, 1836. Souvenirs de la Marquise de Créquy de 1710 à 1803 (Wikisource)
Renée-Caroline de Froulay, marquise de Créquy (1714-1803), mariée en 1737 à Louis Marie de Créqui, était une femme de haute noblesse (on trouve aussi Créqui) qui avait la réputation d'avoir beaucoup d'esprit et dont on sait qu'elle a dicté pendant de nombreuses années ses souvenirs pour son petit fils, malheureusement mort en 1801 deux ans avant elle. Ce texte aurait pu être plus ou moins modifié ou augmenté avant publication. Quérard y trouve que de nombreux textes ajoutés en note pour appuyer les propos n'existent pas. 
Selon Bénédicte Abraham, il s'agirait en réalité des Souvenirs de la marquise de Coigny (née Louise-Marthe de Conflans 1759-1825) que Courchamp avait connue, dont le fils lui avait interdit la publication, et qu'il aurait largement adapté en remplaçant le nom de Coigny par celui de Créquy, famille alors éteinte. Publié en 1834, le livre fit scandale par ses témoignages sur le règne de Louis XV qui démentaient les légendes de bon nombre de familles arrivées de l'époque de la Monarchie de Juillet; son succès rapporta à Courchamps beaucoup d'argent qu'il dépensait en repas somptueux.

### Néo-Physiologie du Gout
- Néo-Physiologie du Gout par Ordre Alphabétique ou Dictionnaire Général de la Cuisine Française Ancienne et Moderne, ainsi que de l'Office et de la Pharmacie domestique, Paris, 16, Bld Montmartre, Au Bureau du Dictionnaire Général de Cuisine, 635 p., 1839[26]. Réed. Plon Frères, 1853[27]

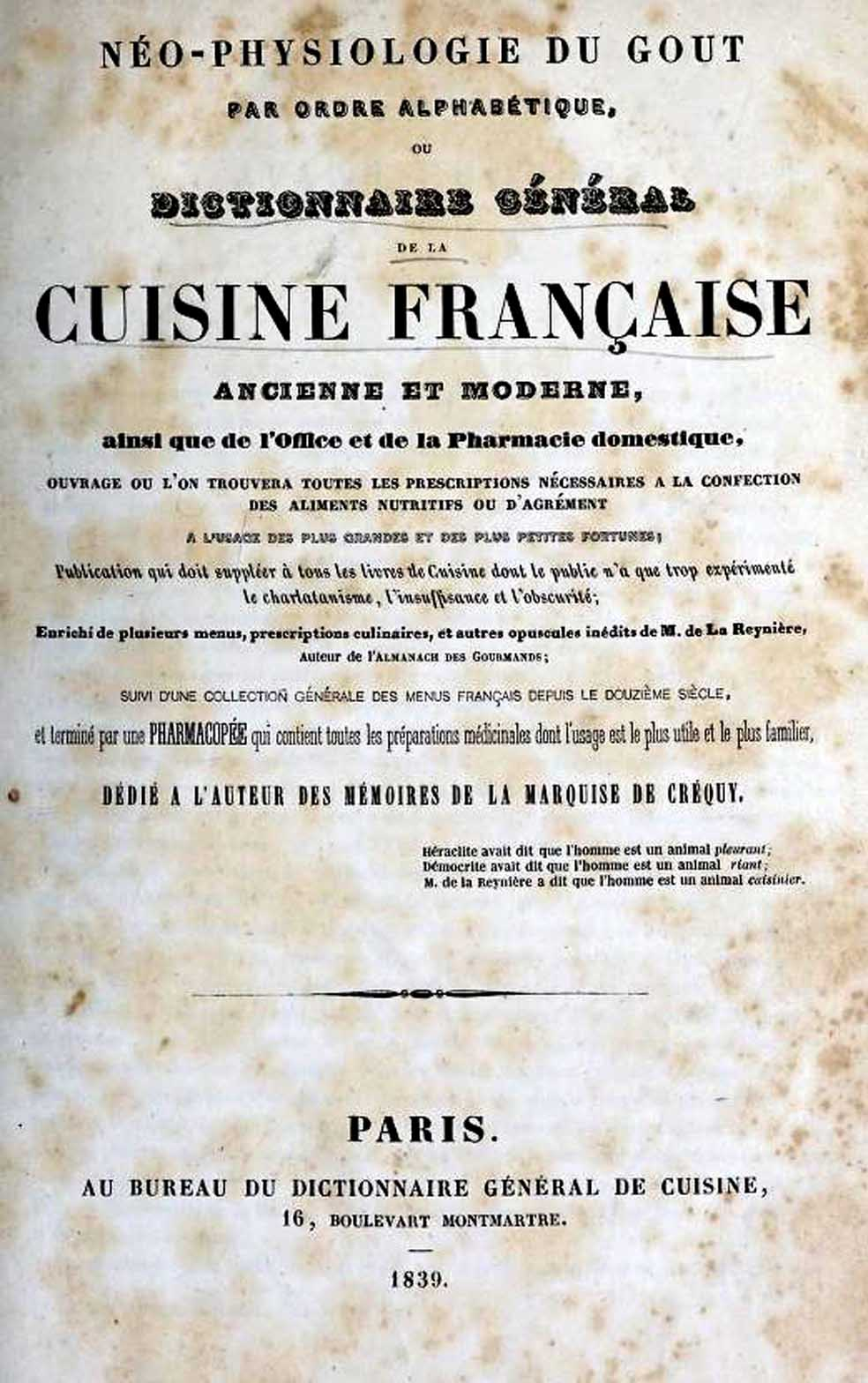
Néo-physiologie du goût - Publication qui doit suppléer à tous les livres de cuisine dont le public n'a que trop expérimenté le charlatanisme, l'insuffisance et l'obscurité. ed. originale

14 ans après la Physiologie du goût de Brillat-Savarin (1825) ce livre a vocation encyclopédique veut remplacer tous les livres de cuisines, y compris les livres de recettes. Il est présenté sous forme de dictionnaire - nom qu'il prend en 1853 - alphabétique avec des articles qui ont parfois le longs développements. Service donne une nomenclature des plats du service à la française (26 pages sur 2 colonnes), l'article Truffe fait 10 pages avec une partie sur les truffières. Il donne la recette des madeleines de Stanislas Leszczynski : «Gâteau à la Madeleine suivant la recette de Madeleine Paumier, pensionnaire et ancienne cuisinière de Mme Perrotin de Barmond», des Croquembouche à la soubise. Le livre parait sans nom d'auteur (dédié à l'auteur des Mémoires de la Marquise de Créquy) cause possible de son succès mitigé.
Le texte est suivi d'un 
- Recueil des menus ou tableaux de l'ordonnance des repas français anciens et modernes. Précédé d'une histoire des grands repas depuis le moyen âge avec d'abondantes sources souvent curieuses où très impressionnantes dont des menus servis sous le Directoire par Barras et annotés par lui[33], par Bonaparte[34] et enfin par ses contemporains,

et d'une 
- Pharmacie domestique ou Recueil des recettes médicales les plus usuelles et les plus faciles à bien composer.

### Autres publications
- Les Nuits de Berlin, suivies d'un Tableau de l'état général du protestantisme en Europe et dans les missions protestantes, par l'éditeur des Souvenirs de la Marquise de Créquy. Paris, Werdet, 2 vol., 1838[35]. Cet ouvrage est imité (une traduction selon M. Quérard[36]) de l'allemand Schneider intitulé : Berliner Næchte[37],
- M. de Courchamps, Les Duchesses dans Les Français peints par eux-mêmes : Encyclopédie morale du dix-neuvième siècle, Paris 49, rue de Richelieu, Louis Curmer, vol. 1 [38],
- Le Catalogue Général de la Librairie française au XIXe siècle: indique qu'il a travaillé au Mémorial de la noblesse, (le t. X des Souvenirs de la Marquise de Créquy contient l'état général de la noblesse de France avant la révolution de 1789).
- Selon Henri Bosquet le comte de Vezins ne serait autre que le sr Cousin, Comte de Courchamps, auteur d'une Généalogie de la maison de Levezoux de Luzanson de Roquefort de Vesins, Paris, Bethune et Plon, 1837. («On sait que ce pittoresque personnage, polygraphe fécond, fantaisiste souvent amusant, pratiquait l'art de la généalogie avec une désinvolture qui enlève tout crédit à ses productions»)[39].